# Thuyền Doanh
Thuyền Doanh (chữ Hán giản thể: 船营区, âm Hán Việt: Thuyền Doanh khu) là một quận thuộc địa cấp thị Cát Lâm, tỉnh Cát Lâm, Cộng hòa Nhân dân Trung Hoa. Quận Thuyền Doanh có diện tích 711 km², dân số 450.000 người. Mã số bưu chính của quận Thuyền Doanh là 132011. Quận Thuyền Doanh được chia thành 12 nhai đạo, 1 trấn, 2 hương. 
- Nhai đạo biện sự xứ: Đại Đông, Nam Kinh, Hướng Dương, Thanh Đảo, Hà Nam, Bắc Cực, Chí Hòa, Đức Thắng, Lâm Giang, Trường Xuân Lộ, Hoành Kỳ Truân, Bắc Sơn.
- Trấn: Hữu Gia.
- Hương: Hoan Hỉ, Sa Hà Tử.